# Terinos fulminans
Terinos fulminans är en fjärilsart som beskrevs av Butler 1869. Terinos fulminans ingår i släktet Terinos och familjen praktfjärilar. Inga underarter finns listade i Catalogue of Life.